# Benzina (EP)
Benzina è un EP del gruppo elettronico Subsonica, venduto in allegato con la rivista la Repubblica XL. 
L'album contiene quattro canzoni live più una versione in anteprima di Benzina Ogoshi, brano che apparirà su Eden (2011).
Le canzoni live provengono dall'album L'eclissi (La glaciazione, Canenero, L'ultima risposta) e da Subsonica (Giungla nord).

## Benzina Ogoshi
Benzina Ogoshi è una delle canzoni di Eden, album pubblicato a marzo 2011.
Creata dal progetto paraSubnormal activity, la canzone venne sviluppata e arricchita in cooperativa con i fan, per crearne una versione da inserire nel nuovo cd Eden.

## Tracce
1. Benzina Ogoshi
2. La glaciazione (Live)
3. Canenero (Live)
4. Giungla nord (Live)
5. L'ultima risposta (Live)

## Formazione
- Samuel - voce principale
- Max - voce e chitarra
- Boosta - voce e tastiere
- Ninja - batteria
- Vicio - basso